# Coton de Sainte-Marthe
Le coton de Sainte-Marthe appelé aussi « coton de soie »,  était une appellation que les planteurs de coton de Saint-Domingue souhaitaient développer au XVIIIe siècle dans les moments forts de l'histoire des indiennes de coton en Europe.
Jugé plus délicat que le coton de Siam blanc alors cultivé lors de la révolution cotonnière de Saint-Domingue, il offrait aussi un meilleur rendement. Dans un mémoire adressé à la Société d'agriculture, Médéric Louis Élie Moreau de Saint-Méry explique que la coton de Sainte-Marthe a été introduit à Saint-Domingue par les Espagnols au cours de l'année 1757. La Société nomma à la demande de Médéric Louis Élie Moreau de Saint-Méry, trois de ses membres comme commissaires, pour étudier sa capacité à être utilisé par les machines des premiers entrepreneurs du coton britannique et le test fut réussi. 
Il a été très vite concurrencé par le Sea Island cotton, implanté en 1786 dans les îles du littoral de la Caroline du Sud et de la Géorgie par les grands planteurs anglais loyalistes qui s'étaient exilés aux Bahamas pendant la guerre d'indépendance des États-Unis, puis par le coton Jumel, développé en Égypte en croisant des variétés locales avec le Sea Island cotton.